# Thomas Andersson (översättare)
Thomas Andersson, född den 6 juni 1962, är en svensk översättare. 
Andersson översätter från danska, engelska och franska till svenska. Han översätter inom flera olika genrer, och återkommande tillsammans med Johan Laserna.

## Översättningar (urval)
Om inget annat anges är Thomas Andersson ensam översättare.
- 1990 – Blanchot, Maurice. Döden väntar: berättelse. Översättning: Thomas Andersson, Johan Laserna. Lund: Umbra solis. Libris 7769900. ISBN 91-88236-00-5
- 1994 – Genet, Jean. Giacomettis ateljé. Lund: Umbra solis. Libris 7769903. ISBN 91-88236-03-X
- 1997 – Gunn, Kirsty. Regn. Lund: Leander Malmsten. Libris 7774135. ISBN 91-88700-22-4
- 1997 – Kierkegaard, Søren. Filosofiska smulor: med introduktion, kommentarer och bibliografi. Översättning: Niels Thulstrup, Thomas Andersson, Stefan Borg. Guldsmedshyttan: Nimrod. Libris 838–799. ISBN 91-972285-8-3
- 1998 – Auster, Paul. Ur hand i mun: minnen av en misslyckad början. Stockholm. Libris 7151037. ISBN 9113005138
- 1998 –  Sjunk. Stockholm: Bonnier. Libris 7149638. ISBN 91-0-056380-3
- 2000 – Frayn, Michael. Med huvudet före: roman. Stockholm: Wahlström & Widstrand. Libris 7282830. ISBN 91-46-17509–1
- 2002 – De Botton, Alain. Om konsten att resa. Stockholm: Wahlström & Widstrand. Libris 8565217. ISBN 91-46-18344-2
- 2006 – Jagger, Mick. Enligt Rolling Stones. Prisma. Libris 10076678. ISBN 9151846756
- 2007 – Grøndahl, Jens Christian. Röda händer. Stockholm: Wahlström & Widstrand. Libris 10415855. ISBN 9789146216056
- 2009 – Richardt Beck, Hanne. Max, Viggo och Vita. Stockholm: Wahlström & Widstrand. Libris 11204786. ISBN 9789146219545
- 2011 – Wright, Austin McGiffert. Tony och–Susan. Stockholm: Wahlström & Widstrand. Libris 12229088. ISBN 9789146221258
- 2013 – Thorsen, Nils. Geniet: Lars von Triers liv, filmer och fobier (1. uppl.). Stockholm: Arkad. Libris 13565870. ISBN 978-91-86395-03-2
- 2016 – Klein, Naomi. Det här förändrar allt: kapitalismen kontra klimatet ([Ny utg.]). Stockholm: Ordfront. Libris 19151078. ISBN 9789170379109
- 2016 – Rogan, Charlotte. Det enda rätta. Stockholm: Bookmark. Libris 18587627. ISBN 9789188171269
- 2016 – Doerr, Anthony. Ljuset vi inte ser. Stockholm: Bookmark. Libris 19434279. ISBN 9789187441769
- 2017 – Leiris, Antoine. Mitt hat får ni inte. Stockholm: Atlantis. Libris 20006093. ISBN 9789173538954
- 2017 – Blanchot, Maurice. Döden väntar: berättelse. Översättning: Thomas Andersson, Johan Laserna. Stockholm: Bokförlaget Faethon. Libris 21594286. ISBN 9789198355628
- 2017 – Huffington, Arianna Stassinopoulos. Sömnrevolutionen: förändra ditt liv en natt i taget. Stockholm: Bookmark–förlag. Libris 20703996. ISBN 9789188545213
- 2017 – Leiris, Antoine. Mitt hat får ni inte. Stockholm: Atlantis. Libris 20006093. ISBN 9789173538954
- 2018 – Hall Kelly, Martha (2018). Skönhetens väg. Stockholm: Bookmark. Libris 22552592. ISBN 9789188745095